# Carlos de Oliveira
Carlos de Oliveira (Belem do Pará, Brasil, 10 d'agost de 1921 - Lisboa, 1 de juliol de 1981) va ser un poeta portugués.
La seva família, d'origen portuguès, vivia al Brasil, i es va traslladar a Portugal el 1923. Es va llicenciar en Filosofia i Història a la Universitat de Coimbra.
Encara que de família d'origen portuguès, Carlos Alberto Serra d'Oliveira va néixer al Brasil, a Belem, en l'estat de Pará, el 1921. Amb només dos anys, es va desplaçar a Portugal, al municipi de Cantanhede, districte de Coïmbra, en la parròquia de Febres seu pare va exercir com a metge. Es va llicenciar en Història i Filosofia a Coimbra i va participar en les revistes "Seara Nova" i "Vèrtex". Va portar una vida retirada, allunyat de la fama, i encara que va viure sempre a Lisboa, es va desplaçar amb freqüència a la regió del nord d'A Gandara, que va convertir en escenari de les seves obres. Va morir a Lisboa, el 1981, deixant una obra composta per cinc novel i diversos llibres de poesia, recollits en el volum "trabalho poètic", publicat el 1978.
Algunes de les seues obres són Colheita perdida (1948), Sobre o lado esquerdo (1968) o Entre duas memórias.